# 聖鬥士聖衣神話
聖鬥士聖衣神話（日語漢字﹕聖闘士聖衣神話；片假名：セイントクロスマイス；英語：SAINT CLOTH MYTH）是由BANDAI生產的聖鬥士星矢玩具人偶，通常簡稱為神話。

## 概念
定位為1980年代後期大熱玩具系列「聖鬥士聖衣大系」（簡稱：大系）的接班項目，繼承全身可動人偶素體，配上合金材質聖衣的概念，採用當時最新的生產技術，製造出造型比大系更優良的聖鬥士星矢玩具人偶。